# Rima Te Wiata
Brezo Rima Te Wiata (nacida el 15 de marzo de 1963) es una cantante, comediante y actriz de teatro, cine y televisión de Nueva Zelanda.

## Primeros años
Te Wiata nació en Londres, hija única del cantante de ópera Inia Te Wiata y la actriz Beryl Te Wiata, el 15 de marzo de 1963. Ella es de la tribu Ngāti Raukawa. Su padre murió cuando ella tenía ocho años y ella y su madre regresaron a Nueva Zelanda dos años después. Se establecieron en Auckland, donde Te Wiata asistió a la escuela secundaria para niñas de Epsom.

## Carrera
Te Wiata apareció por primera vez en el escenario en The Prime of Miss Jean Brodie en el Mercury Theatre de Auckland y luego asistió a la Escuela de Arte Dramático de Nueva Zelanda. Después de graduarse en 1983, realizó una gira nacional de seis meses, cantando en Footrot Flats.
Hizo su debut en la pantalla en 1986 en la telenovela australiana Sons and Daughters, interpretando el papel de Janice Reid durante dos años. A su regreso a Nueva Zelanda apareció en varias series de televisión, entre ellas Shortland Street, el drama policial Shark in the Park, las comedias The Billy T James Show y Porters, y los programas de sketches Laughinz, Issues y More Issues. Sus papeles en estos programas de sketches fueron escritos por David McPhail, Jon Gadsby y AK Grant e incluyeron personificaciones de la política y futura primera ministra Helen Clark y la presentadora de noticias Judy Bailey. El programa le valió el premio a la mujer más popular en televisión elegida por los espectadores durante dos años consecutivos, antes de dejar la serie en 1992.
Luego, Te Wiata pasó dos años trabajando en el programa de comedia australiano Full Frontal y también comenzó a aparecer en películas, incluidas Send a Gorilla (1988), Cops and Robbers (1993), Hinekaro Goes on a Picnic and Blows Up another Obelisk (1995) y Via Satellite (1998).
Las apariciones teatrales de Te Wiata han incluido papeles protagónicos como Sally Bowles en Cabaret, Lady Macbeth en Macbeth, la voz de la planta cantante caníbal en Little Shop of Horrors y dirección y actuación en Los monólogos de la vagina en Dunedin.
En 2014 apareció en la comedia de terror Housebound y en 2016 en Hunt for the Wilderpeople.
En 2017, Te Wiata protagonizó la segunda temporada del podcast Within the Wires interpretando a la artista e historiadora Roimata Mangakāhia.
En 2018 apareció en la película The Breaker Upperers, dirigida por Madeleine Sami y Jackie van Beek.
En 2023 apareció en cuatro episodios de la temporada 2 de La rueda del tiempo.
Te Wiata también lanzó un álbum de jazz homónimo y realizó una gira con la Orquesta Sinfónica de Nueva Zelanda.